# Hadena nevadae
Hadena nevadae là một loài bướm đêm trong họ Noctuidae.